# Lac Cătușa
 (mai 2023).
Le lac Cătușa est un lac naturel situé sur le territoire administratif de la municipalité de Galați en Roumanie.

## Situation
Le lac est situé à l'ouest de Galați, entre la ville et son aciérie. Il est alimenté par les vallées du Filesti et du Viilor, aujourd'hui partiellement ensablées. À l'embouchure, l'écoulement est obstrué par les alluvions de la rivière Siret, dont la terrasse médiane forme un talus vers le lac.
Au sud se trouve la route européenne 87 (E87) et à l'est, le périphérique de la ville.

## Description
Autrefois un liman d'une rivière, le lac a une superficie de 30 hectares. Il constitue un élément hydrographique naturel important pour le développement touristique de la ville. 
Actuellement, il est utilisé pour les activités sportives, pour l'entraînement en kayak-canoë et pour les compétitions de modélisme naval.
Dans la vallée de Cătuşa, la ville est bordée de jardins cultivés avec des légumes, des vignes et des arbres fruitiers.

## Environnement
Les eaux usées industrielles des agents économiques environnants se déversent dans le lac, le polluant avec des résidus toxiques.